# El cantor de Buenos Aires
El cantor de Buenos Aires es una película de Argentina en blanco y negro dirigida por Julio Irigoyen según su propio guion que se estrenó el 16 de mayo de 1940 y que tuvo como protagonistas a Héctor Palacios, Antonio Podestá y Lea Conti.

## Sinopsis
Tras los pasos de una mujer un joven agricultor viaja a la ciudad y allí finaliza triunfando como cantor en una radio.

## Reparto
- Héctor Palacios
- Antonio Podestá
- Lea Conti
- Arturo Sánchez
- Álvaro Escobar
- Enrique Lomuto
- Haydée Larroca
- Sussy Morales
- Elvita Solans
- Celia Méndez
- Nelly Prince

## Comentarios
Sobre este filme dijo la crónica de El Mundo: "la simpleza de su realización técnica coincide con la del argumento" y el comentario de El Heraldo del Cinematografista fue: "de confección primitiva, escueta y modestísima, incluye numerosas canciones". Por su parte Manrupe y Portela opinaron:

"Película de complemento con el único pretexto de mostrar números musicales y el atractivo de un protagonista entonces conocido por su actuación radial. Al año siguiente Irigoyen insistiría con lo mismo actor en El cantar de mis penas,"

Héctor R. Kohen opina que éste era uno de los filmes de Irigoyen que servían como propaganda de los méritos de una orquesta o de un cantor, como en el caso  Héctor Palacios.

## Producción
El filme fue producido por una empresa dirigida por Julio Irigoyen que se caracterizaba por producir filmes clase “C” de muy bajo presupuesto y poca calidad artística, que en general eran historias con los personajes característicos de la ciudad: guapos prostitutas, cantores de tango, jugadores en oscuros cafetines, hipódromos y salones aristocráticos. La mayoría eran películas de gauchos o típicamente porteñas, con tango o con canciones de tierra adentro. Es dificultoso acceder a información sobre esas películas, en primer lugar porque una parte no se estrenó en Buenos Aires sino en las provincias del interior de Argentina y también en otros países de América Latina, en segundo término porque Irigoyen no conservaba los negativos y en tercer lugar por el escaso interés que tenía por ellas la prensa especializada.